# Stephanie Beckert
Stephanie Beckert (ur. 30 maja 1988 w Erfurcie) – niemiecka łyżwiarka szybka, trzykrotna medalistka olimpijska i wielokrotna medalistka mistrzostw świata. Jest zawodniczką Eissportclub Erfurt. Jest podoficerem niemieckich sił zbrojnych w stopniu Oberfeldwebla (sierżanta).

## Kariera
Pierwszy sukces w karierze Stephanie Beckert osiągnęła w 2005 roku, kiedy wspólnie z koleżankami z reprezentacji zdobyła brązowy medal w biegu drużynowym podczas mistrzostw świata juniorów w Seinäjoki. W lutym 2010 roku wystąpiła na zimowych igrzyskach olimpijskich w Vancouver, gdzie zdobyła dwa srebrne medale: na dystansie 3000 m oraz w biegu na 5000 m. W obu przypadkach lepsza okazała się tylko Czeszka Martina Sáblíková. Na tych samych igrzyskach wspólnie z Danielą Anschütz-Thoms, Anni Friesinger i Katrin Mattscherodt zdobyła złoty medal w biegu drużynowym. Na rozgrywanych rok później dystansowych mistrzostwach świata w Inzell zdobyła wicemistrzostwo na 5000 m oraz brązowe medale w biegu na 3000 m i w sztafecie. Podczas dystansowych mistrzostw świata w Heerenveen w 2012 roku była druga na 3000 i 5000 m, ponownie ulegając tylko Sáblíkovej. Brała także udział w igrzyskach olimpijskich w Soczi, gdzie była ósma na 5000 m i siedemnasta na 3000 m. Wielokrotnie stawała na podium zawodów Pucharu Świata, odnosząc przy tym pięć zwycięstw indywidualnych. Najlepsze wyniki osiągnęła w sezonach 2009/2010, 2010/2011 i 2011/2012, kiedy zajmowała drugie miejsce w klasyfikacji końcowej 3000 m/5000 m.
Jej siostra, Jessica, oraz brat - Patrick Beckert również uprawiali łyżwiarstwo szybkie.